# REM faza sna
San brzog kretanja očiju (REM san) je normalno stanje sna koje je karakterisano brzim i nasumičnim kretanjem očiju. REM san se klasifikuje u dve kategorije: tonični i fazni. REM san je identifikovan i definisan tokom ranih 1950-tih. Kriterijumi za REM san obuhvataju brzo kretanje očiju, ali i nizak mišićni tonus i brz, niskovoltni EEG. Ove osobine su lako uočavaju u polisomnogramu, ispitivanju sna koje se obično vrši kod pacijenata sa mogućim poremećajima spavanja.
U REM fazi sna se javljaju snovi. Pri ulazu u REM san, disanje se ubrza, postaje nepravilno i plitko. Oči se pokreću brzo, a mišići postaju nepokretni. Ritam srca i krvni pritisak se povećavaju. Oko 20 procenata sna odraslih se provodi u REM fazi. REM faza počinje oko 70 do 90 minuta nakon padanja u san. U prvoj fazi se javlja jedan mali ciklus REM sna. Prema jutru, vreme provedeno u REM fazi se povećava na uštrb vremena dubokog sna.
Istraživači ne razumeju u potpunosti REM san i spavanje. Poznato je da je ova faza bitna za stvaranje dugoročnih memorija. Ako je REM faza osobe poremećena, sledeća faza neće imati normalni redosled, sve dok se ne nadoknadi vreme REM faze koje je bilo izgubljeno. U budnom stanju moždane aktivnosti su u domenu beta talasa, koji nam omogućavaju svesno funkcionisanje iz dana u dan. U prvoj fazi sna mozak ima kombinaciju alfa i teta moždanih talasa, i tu se telo relaksira i priprema za san. U trećoj i četvrtoj fazi javlja se kombinacija delta i teta moždanih talasa. U REM fazi nema dominantnih moždanih talasa. Aktivnost mozga je slična kao za vreme budnog stanja i zbog toga se ova faza naziva paradoksalni san. Prosečna osoba obično doživi 4 do 5 REM faza za vreme sna.

## Literatura
- Frederick Snyder (1966). „Toward an Evolutionary Theory of Dreaming”. American Journal of Psychiatry. 123 (2): 121—142. PMID 5329927.
- Edward F. Pace-Schott, ур. (2003). Sleep and Dreaming: Scientific Advances and Reconsiderations. Cambridge University Press. ISBN 978-0-521-00869-3.
- Kryger M, Roth T, Dement W (2000). Principles & Practices of Sleep Medicine. WB Saunders Company. стр. 1,572.

## Spoljašnje veze
- [http://lsdbase.org/category/states/rem-sleep